# Wewak
Wewak es la capital de la provincia de Sepik Oriental, en Papúa Nueva Guinea. Se localiza en la costa norte de la isla de Nueva Guinea. Es la ciudad más grande localizada entre Madang y Jayapura.
Entre 1943 y 1945, durante la II Guerra Mundial, Weeak fue sitio de la base aérea japonesa en la isla. La base fue bombardeada en repetidas ocasiones por los aviones australianos y estadounidenses, más notablemente en el ataque masivo del 17 de agosto de 1943.
El viejo centro del pueblo se localiza en una pequeña península, con el resto del área urbana ocupando una estrecha franja de tierra entre el océano y la cordillera montañosa costera que emerge a poca distancia hacia adentro.
Hacia el Este del centro, hay una pequeña península donde se localiza en Hospital Boram y el Aeropuerto Internacional de Wewak, que también es conocido como Boram.
Wewak está comunicado por carretera con otros tres pueblos en el río Sepik: Angoram, Timbunke y Pagui. Aunque el camino no está en buenas condiciones y a menudo hay reportes criminales sobre asaltos en el camino. En adición, una carretera costera se extiende hacia el Oeste, uniendo Wewak con los pueblos costeros de Aitape y Vanimo, que es la capital de la provincia de Sandaun.